# Patrick Cescau
Patrick Cescau (född 27 september 1948, Paris) är en fransk affärsman och tidigare Group Chief Executive (VD) för multinationella Unilever. 